# Nephochaetopteryx fuscipennis
Nephochaetopteryx fuscipennis är en tvåvingeart som beskrevs av Guilherme A.M.Lopes 1941. Nephochaetopteryx fuscipennis ingår i släktet Nephochaetopteryx och familjen köttflugor. Inga underarter finns listade i Catalogue of Life.